# Ford Scorpio
Ford Scorpio — автомобиль бизнес-класса, производившийся компанией Ford Motor Company на своем заводе в Кёльне, Германия в период между 1985 и 1998 годами. Внутри компании Ford модель Скорпио проходила под кодовым названием DE-1 и пришла на смену Granada II, представляющая собой, в момент появления, заднеприводный пятидверный хетчбэк, с более высокой активной и пассивной безопасностью, нежели его предшественник.

## Scorpio I

### Разработка
В 1978 году в немецкой фирме Ford Motor Werke AG был начат новый проект нового автомобиля под названием «Greta». Особенностью этого проекта было использование достижений компьютерного моделирования и графики, при создании кузова будущего Ford Scorpio.
В создании модели принимало участие порядка 500 дизайнеров и инженеров. Проводились испытания с полноразмерной моделью в аэродинамической трубе, купленной группой проектирования, за счёт этого автомобиль относится к наиболее «обтекаемым» автомобилям того времени. Работами руководил известный немецкий дизайнер Уве Бансен, при участии которого был разработан дизайн почти всех европейских моделей Ford 1970-х—1980-х годов. 
Примечательно, что для работ над кузовом использовалась передовая в те годы компьютерная программа AutoCAD. Кузов представлял собой аэродинамическую форму — с подчёркнуто гладкими, выпуклыми, скругленными линиями и большой площадью остекления. Однако на всем протяжении проектных работ дизайн кузова постоянно менялся и был окончательно утверждён только в 1984 году. В итоге коэффициент лобового сопротивления (Сх) у Scorpio равен 0,33. Ходовые прототипы уже испытывались на Северном Полярном Круге и в пустыне Аризоны для тестирования в жёстких условиях.
Под запуск производства нового Ford Scorpio был модернизирован сборочный завод в Кёльне, закуплено современное оборудование и 164 робота-сборщика.

### Производство
Первый Scorpio был выпущен в апреле 1985 г. Новинка получила эргономичное водительское место, оригинальный дизайн и вместительное багажное отделение. Салон был достаточно просторным, спинка заднего сиденья складывалась по частям, соответственно объём багажника мог быть 440 или 833 л, а при полностью сложенных сиденьях — до 1350 литров.
В 1986 году занял первое место в конкурсе «Европейский автомобиль года». В ноябре того же года выходит полноприводная модификация Scorpio 4x4. Scorpio с кузовом седан вышел только в 1990 году в январе, а следом за ним в 1992 году появился вместительный универсал Scorpio I Turnier. С различными изменениями автомобиль выпускался до 1994 года, пока его не сменил Scorpio II.

### Подвеска и тормоза
Подвеска независимая у всех колёс, причём передняя типа «Макферсон», обеспечивающая хороший комфорт и устойчивость. Тормоза Scorpio снабжены антиблокировочной системой фирмы АТЕ, которая на влажной, мокрой или обледенелой дороге сокращает тормозной путь до 40 %. Антиблокировочная система штатно устанавливалась на весь модельный ряд Scorpio. На всех Scorpio применялись передние и задние дисковые тормоза, передние вентилируемые, задние не вентилируемые. На автомобиле с кузовом универсал (Turnier / Wagon), также на моделях с двигателем COSWORTH, задние тормозные диски вентилируемые.

### Линейка двигателей
Для автомобиля была представлена следующая гамма двигателей: бензиновые 4-х и 6-цилиндровые двигатели объёмом от 1.8 до 2.9 л (от 90 до 195 л.с.), а также дизельный двигатель объёмом 2.5 л (69, 92 и 116 л.с.). Оснащался он как 5-ступенчатой механической, так и 4-ступенчатой автоматической трансмиссией.
На Scorpio II устанавливались бензиновые двигатели объёмом 2.0, 2.3 и 2.9 л (от 115 до 210 л.с.), а также дизель объёмом 2.5 л (115 и 125 л.с.). Системы электронного впрыска топлива «L-Jetronic» моторов 2,0 и 2,8 л с бортовым компьютером EEC-IV, перерабатывающий 250 тыс. бит/сек. Её особенность в том, что EEC-IV имеет запасную программу, на которую переключается в случае выхода из строя основной.
Бензиновый двигатель ОНС 1,8 или 2,0 литра (Pinto) рядный 4-цилиндровый Ford Pinto engine: 1 верхний распредвал, 8 клапанов, привод ГРМ зубчатым ремнём, без гидрокомпенсаторов, код двигателя: REC, NE4, NER, NRC, NEL, NRA, NRI, система питания: карбюратор или инжектор.
К лету 1989 года морально устаревший двигатели Pinto начали постепенно заменяться, а 8 клапанный двигатель Ford DOHC заменила модель объёмом 2,0 л.
Бензиновый двигатель DOHC рядный 4-цилиндровый: 2 верхних распредвала, 8 клапанов, привод ГРМ цепью, с гидрокомпенсаторами, код двигателя: N8B, N8D, N9B, N9C, N9D, N9F, система питания: карбюратор или инжектор.
Бензиновый двигатель DOHC 2,3 рядный 4-цилиндровый: 2 верхних распредвала, 8 клапанов, привод ГРМ цепью, с гидрокомпенсаторами, код двигателя: Y5A.
Бензиновый V6 2.8 (Cologne), OHV V-образный 6-цилиндровый Ford Cologne: 1 распредвал в развале блока, 12 клапанов, привод ГРМ шестернями, без гидрокомпенсаторов, код двигателя: PRE, система питания: инжектор.
Бензиновые V6 2.4,2.9, OHV v-образный 6-цилиндровый: 1 распредвал в развале блока, 12 клапанов, привод ГРМ цепью, код двигателя: 2,4 ARC, ARD, 2,9 BRC, BRD, BRE, BRF, ARC и BRC без гидрокомпенсаторов, все остальные с гидрокомпенсаторами, система питания: инжектор.
Бензиновый V6 2.9 (Cosworth) v-образный 6-цилиндровый Cosworth: 4 верхних распредвала, 24 клапана, привод ГРМ одной цепью, с гидрокомпенсаторами, код двигателя: BOA, система питания: инжектор.
Бензиновый V6 2.9 (Cosworth) V-образный 6-цилиндровый Cosworth: 4 верхних распредвала, 24 клапана, привод ГРМ двумя цепями, с гидрокомпенсаторами, код двигателя: BOB, система питания: инжектор.
Начиная с 1991 года все без исключения бензиновые двигатели стали оснащать катализатором, что сделало машину более экологичнее, но привело к понижению мощности на 5 л.с.

### Комплектация
Изначально предлагалось три варианта комплектации: CL, GL и топовая Ghia (для английского рынка названия были другие: GL, Ghia, Scorpio). Базовой комплектацией была CL — из дополнений стоял гидроусилитель руля (не на всех моделях) и регулируемая в двух положениях рулевая колонка. Позже в базовое оснащение вошла система ABS, что было бесспорной новинкой по меркам середины 1980-х.
Комплектация GL была более укомплектована: тканевая отделка салона, гидроусилитель руля, электропривод передних стёкол.
Поначалу самой дорогой комплектацией была Ghia: велюровый салон (за доплату кожаный) с вставками под дерево, полный электропакет, бортовой компьютер, затемненные стёкла, круиз-контроль. Также штатно могли быть установлены центральный замок, люк в крыше и противотуманный фары. Примечательно, что существовала возможность установки радиотелефона (Motorola или Panasonic), а также наушников для задних пассажиров.
Некоторое время спустя появилась комплектация Ghia Executive. Scorpio в такой комплектации оснащался самыми мощными двигателями, АКПП и имели максимальное количество опций.
В 1993 году появилась комплектация Topas, отличавшаяся бензиновым 2-х литровым мотором, подушками безопасности водителя и переднего пассажира, литыми дисками, а также сидениями от фирмы Recaro.
Стоимость Ford Scorpio I 2,8 Ghia (150 л.с.) в Германии в 1986 году начиналась от 39 565 DM.

### Рестайлинг 1992 года
В марте 1992 года Scorpio I перенёс один большой рестайлинг, в ходе которого была изменена внешность, которая была унифицирована с новым Mondeo, который через год сменил Sierra. Рестайлинговая модель отличалась новой решёткой радиатора, блоком фар, задними стоп-сигналами, геометрией капота. В салоне полностью изменилась форма торпедо, приборного щитка, появилась новая обивка.
Одновременно с рестайлингом появился 3 тип кузова — универсал. Кузов универсал обозначался как Turnier (для британского рынка была прибавка Estate).
- Ford Scorpio (1992—1994) седан
- Ford Scorpio (1992—1994) хетчбэк
- Ford Scorpio (1992—1994) универсал

### Merkur Scorpio
В 1987 году компания Ford предприняла попытку выхода Ford Scorpio на рынок США и Канады. Для этого был создан новый бренд — Merkur. Под названием Merkur Scorpio автомобиль продавался через сеть дилерских центрах Lincoln–Mercury. Производство нового Merkur Scorpio не было локализовано в Северной Америке, все автомобили импортировались из Германии,
Merkur Scorpio производился в кузове хетчбэк и имел двигатель V6 объёмом 2,9 л (100 кВт; 140 л.с.). Подавляющее большинство этих автомобилей были оснащены 4-ступ. АКПП A4LD, однако выпускались автомобили с 5-ступ. МКПП T-9.
Несмотря на коммерческий успех Scorpio в Европе, в Северной Америке автомобиль не пользовался большим спросом среди автомобилистов. В итоге уже в 1989 году компания Ford упразднила бренд Merkur, импорт автомобилей из Германии был прекращён. В общей сложности за 3 года производства было выпущено 13000 машин Merkur Scorpio.

## Scorpio II
Впервые Scorpio второго поколения был показан на Парижском автосалоне в октябре 1994 года. Отныне Scorpio производился только в кузовах седан или универсал. Scorpio II имел ту же платформу, что и его предшественник, а также те же двигатели, которые устанавливались в конце производства первого поколения. Так как требования по защите пассажиров стали строже, то силовой каркас кузова был усилен.
Передняя подвеска имела треугольные рычаги, что в лучшую сторону сказалось на плавности хода. Места крепления амортизаторов и пружин на задней оси отличались в зависимости от кузова. Так, седан имел треугольные косые рычаги и изогнутую балку с обычными амортизаторами. Универсал использовал сзади амортизаторы системы «Нивомат», целью которых было выдерживать положение кузова автомобиля на одном уровне, параллельном дороге.
Экстравагантный «стрекозиный» дизайн с передними овальными вытянутыми блок-фарами был очень радикальным для подобного класса. В итоге кузов увеличился в размерах, обтекаемые формы пришли на смену прямоугольной простоте предшественника. Многих покупателей отталкивал такой дизайн, поэтому Scorpio II не получил большой популярности в Европе.

### Комплектации
Покупателям предлагалось три основных комплектации:
Базовая комплектация «Executive» имела в своей основе высокий уровень оснащения, включая комплект электрических стеклоподъемников, ABS, PAS, а также сигнализацию и иммобилайзер.
Более дорогая комплектация «Ghia» в дополнение к базе имела кондиционер, легкосплавные диски, передние противотуманные фары и зеркала с электрорегулировкой. Появились фронтальные подушки безопасности.
Премиальная «Ultima» имела всё то же оборудование, что и «Ghia». К ней добавлялись: стереосистема с CD-плеером, климат-контроль, кожаные сиденья, зеркало с автоматическим затемнение, электропривод передних сидений, а также множество других незначительных улучшений.
Стоимость Ford Scorpio II в 1996 году с двигателем 2,3 л. (147 л.с.) составляла 48 010 DM за кузов седан или универсал. Доплата за 4-ступенчатый автомат составляла 2 850 DM.
Ford Scorpio II выпускался с октября 1994 по июнь 1998, всего выпущено 98,578 автомобилей.
- 4-дверный седан Scorpio II (ноябрь 1994 г. — июнь 1998 г.)
- 5-дверный универсал Scorpio II (ноябрь 1994 г. — июнь 1998 г.)

### Двигатели и трансмиссии
Линейка была представлена бензиновыми двигателями 2,0 л. (115-136 л.с.), 2,3 л. (147 л.с.), V6 2,9 л. (150-207 л.с.) и дизельный на 2,5 литра (115-125 л. с.).
Дизельный 2,5 устанавливался в паре с пятиступенчатой МКПП или четырехступенчатым автоматом, как и с бензиновыми версиями, кроме модификации с двигателем Cosworth (BOB), которая агрегатировалась исключительно с АКПП.  Scorpio с автоматической коробкой передач имели большой расход топлива (около 10 л./100 км)
| год  | количество |
| ---- | ---------- |
| 1994 | ок. 5,800  |
| 1995 | 44,521     |
| 1996 | 21,746     |
| 1997 | 20,441     |
| 1998 | 6,079      |

| Модель                  | Мощность, л.с. | Цена, DM |
| ----------------------- | -------------- | -------- |
| Scorpio 2.0             | 115            | 42750    |
| Scorpio 2.3             | 147            | 43950    |
| Scorpio 2.9 V6 Ghia 24V | 207            | 66000    |
| Scorpio 2.5 TD          | 125            | 47600    |

Доплата за кузов универсал не требуется

### Рестайлинг 1997 года
В сентябре 1997 года Scorpio II был обновлён, у него появились затемнённые стёкла фар и более тонкая форма решётки радиатора, что визуально смягчало переднюю часть автомобиля. Задняя оптика также была видоизменена, чтобы сделать заднюю часть автомобиля менее «выпуклой».
В то время покупатели стали отдавать предпочтение либо большим семейным универсалам D-класса, либо семейным минивэнам, так как эти автомобили вытесняли E-класс с рынка. Из-за такого кардинального изменения спроса на европейском автомобильном рынке в конце 1990-х годов Ford Scorpio II лишился преемника. В итоге в июне 1998 года производство Scorpio II было полностью прекращено. Всего было выпущено 98 587 Scorpio II, среди которых около 6000 рестайлинговых.